# Onthophagus collaris
Onthophagus collaris là một loài bọ cánh cứng trong họ Bọ hung (Scarabaeidae).